# Paraplonobia euphorbiae
Paraplonobia euphorbiae är en spindeldjursart som först beskrevs av Tuttle, Baker 1964.  Paraplonobia euphorbiae ingår i släktet Paraplonobia och familjen Tetranychidae. Inga underarter finns listade i Catalogue of Life.